# 勒内
《勒内》（René）是法国作家弗朗索瓦-勒内·德·夏多布里昂的一部中篇小说，出版于1802年。这部作品对早期的浪漫主义产生了巨大的影响，可与歌德的《少年维特的烦恼》相提并论。与那部德国小说一样，它讲述了一个敏感而热情的年轻人，发现自己与当代社会格格不入。《勒内》初版时，与夏多布里昂的另一部中篇小说《阿达拉》，都作为他的《基督教真谛》的一部分。尽管这实际上是作者在1793年至1799年间创作的一部长篇散文史诗《纳切兹》的节选，后者直到1826年才发表。《勒内》大受欢迎，并于1805年与《阿达拉》一起单独再版。